# Coelachne africana
Coelachne africana är en gräsart som beskrevs av Pilg.. Coelachne africana ingår i släktet Coelachne, och familjen gräs. Inga underarter finns listade i Catalogue of Life.